# Schellenbach (Ziemetshausen)
Schellenbach war eine selbstständige Gemeinde und ist ein Ortsteil des Marktes Ziemetshausen im schwäbischen Landkreis Günzburg. Es besteht aus dem Dorf Vorderschellenbach und dem Kirchdorf Hinterschellenbach.

## Geographie
Schellenbach liegt am Rande der Stauden, aber gehört noch nicht dazu. Die Kreisstraße GZ 2 führt von Ziemetshausen über Vorderschellenbach zur Kreisgrenze Richtung Langenneufnach, wo sie in die Kreisstraße A 13 übergeht.

## Geschichte
Seinen Namen hat Schellenbach vom Schellenbach, einem rechten Zufluss der Zusam.
Ab 1804 gehörte Schellenbach zum Landgericht Ursberg, ab 1837 zum Landgericht Krumbach, später Bezirksamt Krumbach. 1939 erfolgte die Umbenennung in Landkreis Krumbach. Ab 1. Juli 1972 gehörte Schellenbach im Zuge der Gebietsreform in Bayern zum Günzkreis, der am 1. Mai 1973 in Landkreis Günzburg umbenannt wurde. Am 1. Mai 1978 erfolgte die Eingemeindung in den Markt Ziemetshausen.
Vorder- und Hinterschellenbach gehören zur katholischen Pfarrei Sankt Peter und Paul in Ziemetshausen.